# 格萊內爾格 (馬里蘭州)
格萊內爾格（英語：Glenelg）是位於美國馬里蘭州霍華德縣的一個非建制地區。

## 地理
格萊內爾格所處的海拔為高於海平面191米（即627英呎），而該地所採用的時區為UTC-5，即北美东部時區（EST）。同時該地設有夏令時間，為UTC-5調快一小時，即UTC-4（EDT）。